# Johan Ackermann
Johannes Nicolaas Ackermann, detto Johan (Benoni, 3 giugno 1970), è un ex rugbista a 15 e allenatore di rugby a 15 sudafricano, in carriera agonistica attivo nel ruolo di seconda linea, dal 2020 tecnico dei Red Hurricanes in Top League.
Benché vanti una carriera internazionale lunga 11 anni per gli Springbok non ha mai preso parte ad alcuna edizione della Coppa del Mondo.

## Biografia
Nel 2007 Johan Ackermann divenne lo Springbok più vecchio a giocare in nazionale, all'età di 37 anni. Dopo la coppa del Mondo del 2007 in Francia, venne richiamato un'ultima volta in nazionale per una partita contro i Barbarians.
Ackermann uscì definitivamente dal rugby professionistico il 1º marzo 2008, quando gli Sharks sconfissero i Bulls per 29-15 allo stadio Loftus Versfeld. Divenne il giocatore più vecchio di sempre nella storia del Super Rugby.

## Palmarès
- Campionati italiani: 1
Calvisano: 2004-05